# Рубен Бареньйо
Рубен Бареньйо (ісп. Rúben Bareño, нар. 23 січня 1944, Уругвай) — уругвайський футболіст, що грав на позиції нападника. Виступав, зокрема, за клуби «Рівер Плейт» (Монтевідео) та «Азербук», а також національну збірну Уругваю.
Дворазовий чемпіон Уругваю. Чемпіон Еквадору. Володар Кубка Лібертадорес. Володар Міжконтинентального кубка. 

## Клубна кар'єра
У дорослому футболі дебютував 1960-х роках виступами за команду «Рівер Плейт» (Монтевідео). У 1967 році перейшов до «Серро» з Прімера Дивізіону Уругваю, того ж року грав в оренді за «Нью-Йорк Скайлайнерс». У 1968 році в складі «Серро» відзначився 8-ма голами та аналогічною кількістю вилучень, завдяки чому разом Альберто Спенсеру, Педро Рочі та Рубеном Гарсією став найкращим бомбардиром національного чемпіонату.
1970 року уклав контракт з клубом «Насьйональ», у складі якого провів два сезони. За цей час двічі виборов титул чемпіона Уругваю. У 1971 році разом з «Насьйоналем» став володарем кубку Лібертадорес. У першому фінальному матчі вийшов на поле з лави запасних. У грудні 1971 року став володарем Міжконтинентального кубку, вийшов на поле в матчі-відповіді проти афінського «Панатінаїкоса».
З 1972 по 1973 рік грав у складі еквадорського клубу «ЛДУ Кіто» та аргентинського «Расінга» (Авельянеда).
1976 року перейшов до клубу «Азербук», який виступав у французькій Лізі 2. Завершив професійну кар'єру футболіста виступами за команду у 1977 році.

## Виступи за збірну
28 липня 1967 року дебютував у футболці національної збірної Уругваю. У складі збірної був учасником чемпіонату світу 1970 року у Мексиці, де зіграв у матчі попереднього раунду проти Італії. Востаннє футболку збірної одягав 6 червня 1970 року.
Загалом протягом кар'єри у національній команді, яка тривала 4 роки, провів у її формі 13 матчів, відзначився 3 голами.

## Досягнення
«Насьйональ»
- Прімера Дивізіон Уругваю
  -  Чемпіон (2): 1971, 1972

- Кубка Лібертадорес
  -  Володар (1): 1971

- Міжконтинентальний кубок з футболу
  -  Володар (1): 1971